# Meridiano 80 E
O meridiano 80 E é um meridiano que, partindo do Polo Norte, atravessa o Oceano Ártico, Ásia, Oceano Índico, Oceano Antártico, Antártida e chega ao Polo Sul. Forma um círculo máximo com o Meridiano 100 W.
Começando no Polo Norte, o meridiano 80 Este tem os seguintes cruzamentos:
| País, território ou mar | Notas                                                                          |
| ----------------------- | ------------------------------------------------------------------------------ |
| Oceano Ártico           |                                                                                |
| Rússia                  | Ilha Ushakov                                                                   |
| Oceano Ártico           | Mar de Kara, a oeste da ilha Dikson, Rússia                                    |
| Rússia                  |                                                                                |
| Cazaquistão             |                                                                                |
| China                   | Xinjiang                                                                       |
| Cazaquistão             |                                                                                |
| Quirguistão             |                                                                                |
| China                   | Xinjiang                                                                       |
| Aksai Chin              | Território disputado, reclamado por Índia e China                              |
| China                   | Tibete                                                                         |
| Aksai Chin              | Território disputado, reclamado por Índia e China                              |
| Índia                   | Uttarakhand Uttar Pradesh Madhya Pradesh Maharashtra Andhra Pradesh Tamil Nadu |
| Oceano Índico           | Baía de Bengala                                                                |
| Sri Lanka               | Península de Jaffna                                                            |
| Oceano Índico           | Estreito de Palk                                                               |
| Sri Lanka               |                                                                                |
| Oceano Índico           |                                                                                |
| Oceano Antártico        |                                                                                |
| Antártida               | Território Antártico Australiano, reclamado pela Austrália                     |